# Helen Garner
Helen Garner (n. 7 noiembrie 1942) este o romancieră și jurnalistă australiană.